# Jozef Chovanec
Jozef Chovanec (Dolné Kočkovce, Eslovaquia, 7 de marzo de 1960), futbolista checoslovaco, de ascendencia eslovaca. Jugó de volante y actualmente es el técnico y Presidente del Sparta Praga de la Gambrinus Liga de la República Checa.

## Selección nacional
Ha sido internacional con la Selección de fútbol de Checoslovaquia, jugó 52 partidos internacionales y anotó 4 goles.

### Participaciones en Copas del Mundo
| Mundial                        | Sede   | Resultado    |
| ------------------------------ | ------ | ------------ |
| Copa Mundial de Fútbol de 1990 | Italia | 4.º de final |

## Clubes

### Futbolistas
| Club            | País            | Año       |
| --------------- | --------------- | --------- |
| Sparta de Praga | República Checa | 1978-1979 |
| FK Unión Cheb   | República Checa | 1979-1981 |
| Sparta de Praga | República Checa | 1981-1988 |
| PSV Eindhoven   | Holanda         | 1988-1991 |
| Sparta de Praga | República Checa | 1991-1995 |

### Entrenador
| Club                                      | País            | Año       |
| ----------------------------------------- | --------------- | --------- |
| Sparta de Praga                           | República Checa | 1997-1998 |
| Selección de fútbol de la República Checa | República Checa | 1998-2001 |
| 1.FK Příbram                              | República Checa | 2002-2003 |
| Kuban Krasnodar                           | Rusia           | 2005      |
| Sparta de Praga                           | República Checa | 2008      |

- Datos: Q465962